# 千層蛋糕

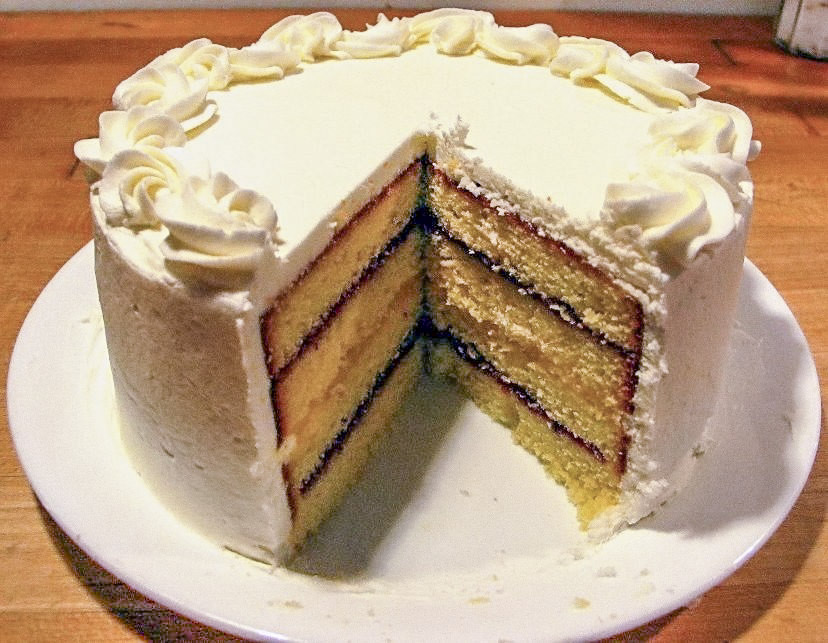
夾層蛋糕

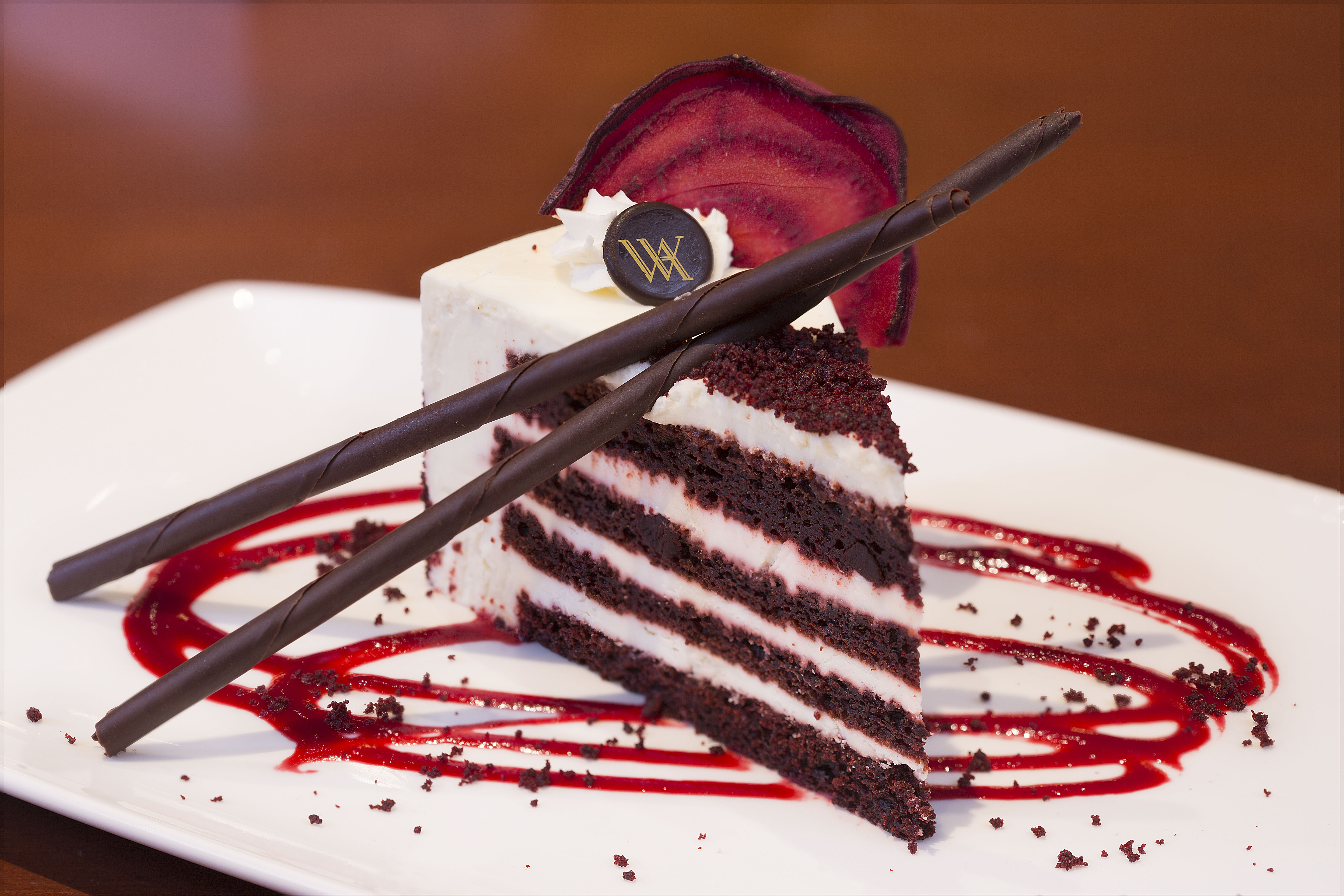
紅色天鵝絨蛋糕

千層蛋糕（英語：Layer cake），源於歐洲，在英國部分地區稱之為Sandwich cake，意思三明治夾層蛋糕，是一種重疊而成的蛋糕，以糖霜、果醬、或鮮奶油夾層，橫切面可見到多層平行線的樣子。十八世紀，隨著歐洲各國開闢殖民地，千層蛋糕的烹調技術被帶到世界各地，如印尼千層糕便是由荷蘭人將西歐甜點製作技術引入印度尼西亞後發展而成，而日本的年輪蛋糕則是在一次大戰中，由被羈留於日本的德國戰俘把製作技巧帶到日本，現在世界各地都有不同的千層蛋糕。

## 外部連接
维基共享资源上的相關多媒體資源：千層蛋糕